# Paavo Lonkila
Paavo Olavi Lonkila (né Lång le 11 janvier 1923 à Kiuruvesi et mort le 22 septembre 2017 dans la même ville) est un fondeur finlandais.

## Palmarès

### Jeux olympiques
| Épreuve / Édition | Oslo 1952 |
| 18 km             | Bronze    |
| 4 × 10 km         | Or        |

### Championnats du monde
| Épreuve / Édition | Lake Placid 1950 |
| 18 km             | 5e               |
| 4 × 10 km         | Argent           |